# Fidschi-Flughund

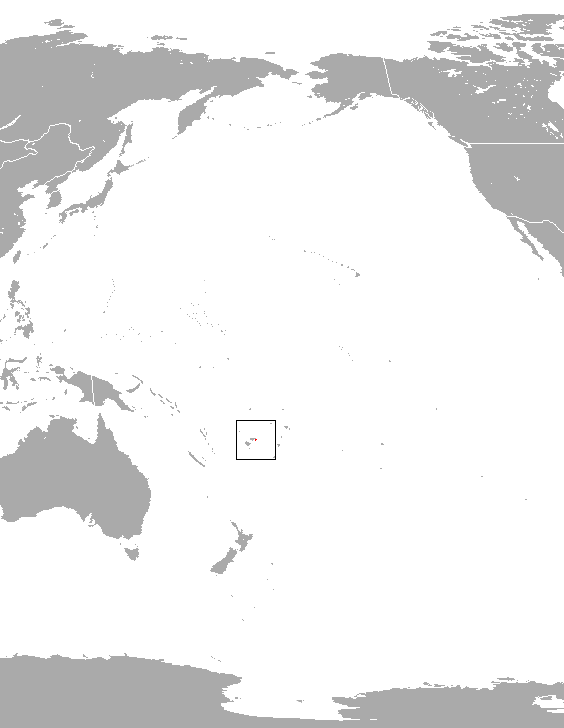
Verbreitungsgebiet (roter Punkt im Kasten).

Der Fidschi-Flughund (Mirimiri acrodonta) ist ein Säugetier in der Familie der Flughunde, das ursprünglich in der Gattung Pteralopex gelistet wurde. Nach einer Revision durch Kristofer Michael Helgen (2005) ist der Flughund die einzige Art in der somit monotypischen Gattung Mirimiri. Zusammen mit den Affengesichtflughunden (Pteralopex) und der Gattung Desmalopex bildet er die Gattungsgruppe Pteralopini.

## Erscheinungsbild
Männchen sind mit einer Kopf-Rumpf-Länge von etwa 20 cm größer als Weibchen, die durchschnittlich 18 cm lang sind. Das Fell hat bei beiden Geschlechtern eine olivgrün-gelbe Grundfarbe, wobei die Oberseite der Männchen vorwiegend goldgelb ist. Auffälliges Merkmal der Art sind die leuchtend orange gefärbten Augen. Die wenigen gewogenen Exemplare waren etwa 250 g schwer.

## Verbreitung und Lebensraum
Die Art ist ein Endemit der Insel Taveuni, die zu den Fidschi-Inseln zählt. Sie wurde bisher ausschließlich in der Umgebung des Berges Des Voeux Peak dokumentiert, in Regionen die mindestens 900 Meter über dem Meer liegen. Als Lebensraum dienen tropische Bergregenwälder. Möglicherweise bewohnt der Fidschi-Flughund vergleichbare Habitate auf benachbarten Inseln.

## Lebensweise und Bestand
Über die Lebensweise des Flughundes ist nur sehr wenig bekannt. Die Individuen ruhen meist paarweise in Farnen, die als Epiphyten 6 bis 10 Meter über der Erde auf Baumstämmen wachsen. Aufgrund der Zähne, die entweder spitz sind oder deutliche Höcker besitzen, wird angenommen, dass sich der Fidschi-Flughund von Früchten oder von anderen Pflanzenteilen ernährt.
Die IUCN vermutet, dass vom Fidschi-Flughund nur bis zu 1000 Exemplare vorkommen. Die Art wird deshalb als „vom Aussterben bedroht“ (Critically Endangered) gelistet.

## Referenzen
- Wilson & Reeder (Hrsg.): Mammal Species of the World. 3. Auflage. Johns Hopkins University Press, Baltimore 2005, ISBN 0-8018-8221-4 (englisch, Pteralopex acrodonta).
- Fijian Flying Fox. Fiji Nature Conservation Trust, 2015, abgerufen am 29. März 2016.